# Hérédité non mendélienne
En génétique, l'hérédité non mendélienne incluant l'hérédité mitochondriale ou hérédité cytoplasmique désigne la transmission héréditaire d'un trait d'un organisme à sa descendance sans altération de la séquence génétique du génome nucléaire. On emploie ce terme par opposition à l'hérédité mendélienne qui est la forme la plus connue de transmission génétique dont les lois ont notamment été découvertes par Gregor Mendel au XIXe siècle. La transmission non mendélienne concerne la transmission des traits déterminés par des gènes portés par les génomes des organites tels que les mitochondries et les plastes.
Chez l'être humain, l'hérédité non mendélienne est notamment étudiée en raison de ses implications dans différentes maladies comme les maladies mitochondriales.
Chez les plantes, l'hérédité non mendélienne est impliquée dans le phénomène de stérilité mâle cytoplasmique particulièrement utilisée en sélection végétale.